# Pterogenia bifasciata
Pterogenia bifasciata är en tvåvingeart som beskrevs av Günther Enderlein 1924. Pterogenia bifasciata ingår i släktet Pterogenia och familjen bredmunsflugor. Inga underarter finns listade i Catalogue of Life.